# Municipio de Randolph (condado de Ohio)
El municipio de Randolph (en inglés: Randolph Township) es un municipio ubicado en el condado de Ohio en el estado estadounidense de Indiana. En el año 2010 tenía una población de 4383 habitantes y una densidad poblacional de 43,91 personas por km².

## Geografía
El municipio de Randolph se encuentra ubicado en las coordenadas 38°57′27″N 84°54′43″O / 38.95750, -84.91194. Según la Oficina del Censo de los Estados Unidos, el municipio tiene una superficie total de 99.82 km², de la cual 96,7 km² corresponden a tierra firme y (3,13 %) 3,12 km² es agua.

## Demografía
Según el censo de 2010, había 4383 personas residiendo en el municipio de Randolph. La densidad de población era de 43,91 hab./km². De los 4383 habitantes, el municipio de Randolph estaba compuesto por el 97,88 % blancos, el 0,43 % eran afroamericanos, el 0,16 % eran amerindios, el 0,34 % eran asiáticos, el 0,41 % eran de otras razas y el 0,78 % eran de una mezcla de razas. Del total de la población el 1,37 % eran hispanos o latinos de cualquier raza.